# احمد گولهان
احمد گولهان (به ترکی استانبولی: Ahmet Gülhan) (زادهٔ ۲۸ مارس ۱۹۷۷) کشتی‌گیر پیشین اهل ترکیه در دسته‌های وزنی ۶۹ و ۷۴ کیلوگرم کشتی آزاد است. او برندهٔ یک مدال طلا (۲۰۰۱) و یک برنز (۲۰۰۵) از مسابقات قهرمانی کشتی اروپا و نیز برندهٔ مدال طلای جام جهانی کشتی (۲۰۰۱) و بازی‌های نظامی جهان (۲۰۰۷) است.
او در دستهٔ ۷۴ کیلوگرم مسابقات المپیک ۲۰۰۸ پکن رقابت کرد که مغلوب بووایسار سایتیف از روسیه شد و به مقام نهم رسید. او در مسابقات قهرمانی کشتی جهان ۲۰۰۲ مدال برنز را کسب کرد اما به دلیل تست مثبت دوپینگ و استفاده از ماده ممنوعهٔ افدرین، ضمن پس‌گیری مدال از سوی فیلا به مدت دو سال از فرصت حضور در مسابقات بین‌المللی محروم شد.
گولهان در جام تختی سال ۱۳۸۷ در کرمانشاه مدال طلا را کسب کرده‌است.